# 바랴크 (방호순양함)
바랴크(Варя́г, 바랑기아인을 의미)은 러시아 해군의 방호순양함으로 러시아 해군이 필라델피아의 윌리엄 크램프 앤 선즈 사에 의뢰하여 1898년부터 건조하기 시작하여 1899년 10월 31일 진수를 거쳐 1901년 1월 2일에 취역하였다.

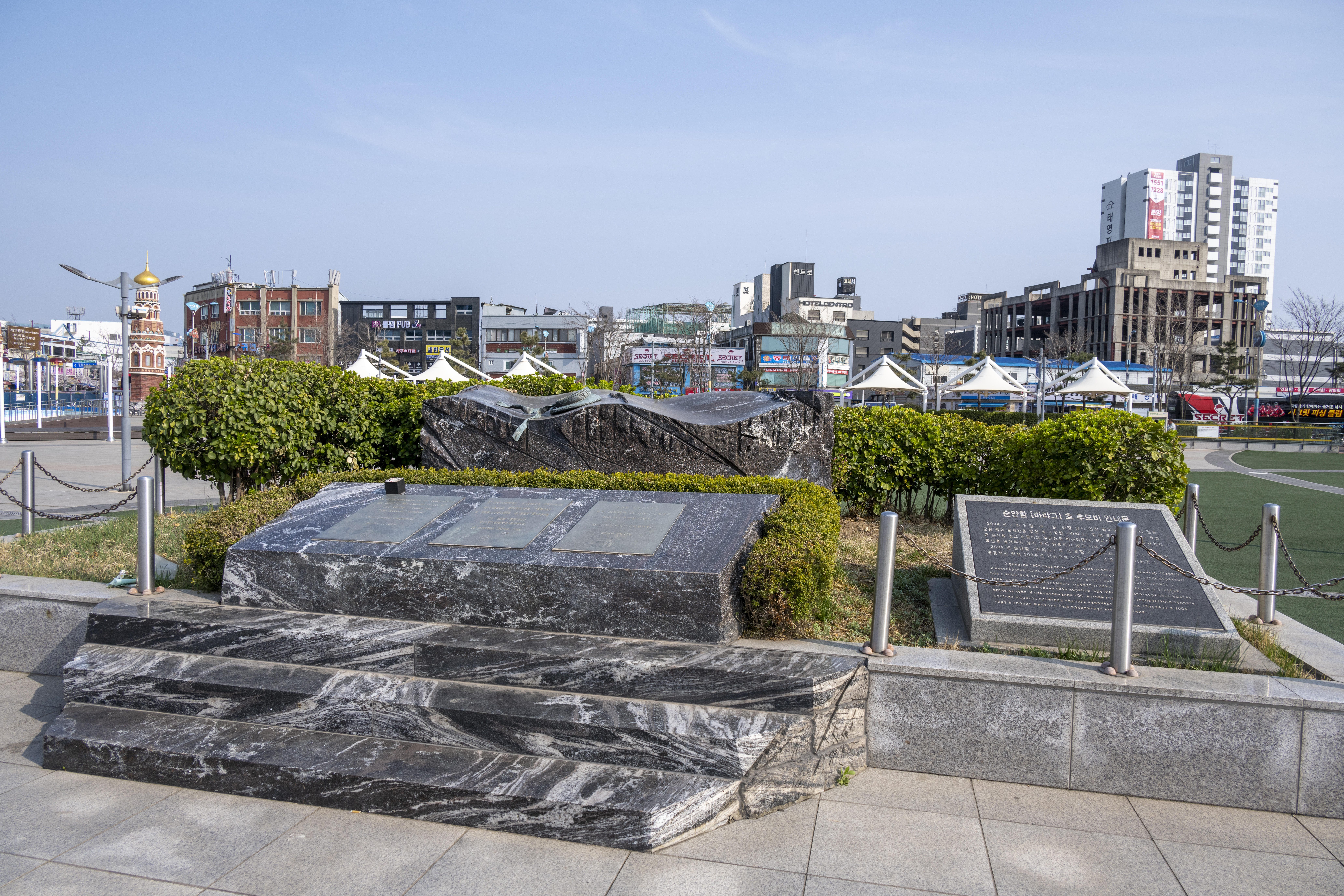
제물포 해전에서 침몰한 러시아 제국 해군 순양함 바랴크함 추모비.

1904년 2월 9일 제물포 해전에서 일본 제국의 연합함대와 불리한 전투를 벌여 31명이 사망하고 191명이 부상하였으나, 승무원들은 항복하지 않고 배를 자침시키기로 결정하였고 이후 승무원들은 구조되었다.
1907년 7월 9일 일본군에 의해 인양되어 수리한 후 순양함 소야로 재직하다가 제1차 세계 대전 당시 일본이 러시아와 동맹을 맺자 1916년 4월 5일 블라디보스토크에서 반환되어 북극 편대와 연락을 주고받았다.
그러나 1917년 11월 7일 영국과 독일에 매각되어 10월 혁명 후 1925년 스코틀랜드의 한 마을 근처에서 폐기되어 침몰되었다.

## 같이 보기
- 러일 전쟁

## 참고 문헌
- (영어) Russian News and Information Agency article British monument to Russian glory
- (러시아어) "Cruiser 'Varyag'" Fund
- (러시아어) Cruiser "Varyag". Legends. Myths. Facts